# Text on 9 keys

Tastaturbelegung

Text on 9 keys (zu deutsch: „Text auf 9 Tasten“), kurz T9, ist ein patentiertes System zur erleichterten Texteingabe (Eingabemethode) auf einem Mobiltelefon. Es wurde von den US-Amerikanern Clifford A. Kushler, Dale Grover, Martin T. King und Cheryl A. Grunbock erfunden und von der Firma Tegic Communications Inc. (USA), einer Tochtergesellschaft von Time Warner AOL LLC, im Januar 1998 eingeführt. Mit der Auslieferung des Nokia 3210 wurde die Technik 1999 im deutschsprachigen Raum eingeführt. Im Juni 2007 hat Nuance Communications Inc. die Tegic Communications übernommen.

## Funktionsweise
Tastentelefone haben, anders als die meisten Smartphones, für die Nummernwahl üblicherweise eine 12er-Tastatur mit den Ziffern 0 bis 9 sowie zwei Steuerfunktionen. Für die zusätzliche Texteingabe sind den Tasten „2“ bis „9“ jeweils drei oder vier Buchstaben des lateinischen Alphabets zugeordnet. Bei der normalen Eingabe von Text über diese Tastatur muss die Taste entsprechend der Position des gewünschten Buchstabens einmal oder mehrmals betätigt werden.
Um das mehrfache Tastendrücken zu reduzieren, wird während der Betätigung mit dem „T9“-System softwaregesteuert ein Wortvorschlag aus einem integrierten Wörterbuch auf dem Telefon-Display angezeigt und zur Übernahme angeboten.
Das T9-System macht sich dabei den Umstand zunutze, dass jeder Folgebetätigung der Tasten 2 bis 9 nur eine geringe Anzahl von sinnvollen Wörtern einer bestimmten Sprache, längere Ziffernfolgen sogar oft nur genau einem Wort entsprechen. Weiterhin werden bei mehreren möglichen Buchstabenkombinationen pro Tastenfolge im Sprachgebrauch nur wenige häufig benutzt.
Die Eingabe eines Wortes erfolgt also, indem pro Buchstabe die entsprechende Zahlentaste nur einmal gedrückt wird. Nach jeder neuen Eingabe schlägt die Software aus dem Wörterbuch, sofern möglich, das passende Wort mit der höchsten Verwendungshäufigkeit vor. Bei mehreren Möglichkeiten kann mit einer der Steuertasten durch alle passenden Wörter geblättert werden. Ist ein Wort nicht im Wörterbuch enthalten (z. B. seltene Eigennamen), so kann dieses dem Wörterbuch hinzugefügt werden.
So wird beispielsweise das Wort Haus mit der Tastenfolge „4-2-8-7“ geschrieben: die Handy-Software bietet bei der Taste 4 zunächst das „I“ (bzw. „i“) an, da die Buchstaben G und H deutlich weniger einzeln genutzt werden. Werden anschließend die anderen Tasten dieser Folge gedrückt, so entstehen nacheinander „Ha“, „Hat“ und schließlich „Haus“.

## Vorteile
Der hauptsächliche Vorteil ist, dass meistens weniger Tastendrücke benötigt werden. Außerdem entfällt das Problem, wenn zwei hintereinander genutzte Buchstaben auf derselben Taste liegen: Normalerweise muss zwischen der Eingabe der einzelnen Buchstaben entweder eine kurze Wartezeit eingelegt oder eine Bestätigungstaste gedrückt werden.
Um z. B. das Wort „Hallo“ zu schreiben, muss man ohne T9 zwölfmal eine Taste drücken und einmal eine längere Pause einlegen bzw. die Bestätigungstaste drücken:
- 4 4 2 5 5 5 Pause / Bestätigung 5 5 5 6 6 6

Mit T9 reichen fünf Tastendrücke:
- 4 2 5 5 6

## Nachteile
T9 ist für Texte mit vielen Begriffen, die nicht Teil des normalen Wortschatzes sind, wie z. B. Eigennamen, geographische Angaben oder Dialektwörter, nicht geeignet, da diese nicht im T9-Wörterbuch enthalten sind. Außerdem ist der Wortschatz eines Mobiltelefons mitunter sehr klein, beispielsweise sind dem Nokia 6230i unter anderem die Wörter „Bürste“ und „Zahnbürste“ unbekannt.
Zudem kann es nur für Sprachen verwendet werden, welche standardisiert sind und für die ein Wörterbuch existiert. So wird T9 in der deutschsprachigen Schweiz kaum genutzt, da das Schweizerdeutsche, die übliche SMS-Sprache in der Deutschschweiz, keine genormte Schriftsprache hat.
Eine weitere Schwäche sind Ziffernfolgen, zu denen zwei passende Buchstabenfolgen existieren, die beide gleich häufig verwendet werden und entsprechende Korrekturen oder Blättern mit der Steuertaste erfordern. Beispiele:
| Ziffernfolge | 1. Möglichkeit | 2. Möglichkeit |
| ------------ | -------------- | -------------- |
| 3 7          | es             | er             |
| 8 6 7        | vor            | uns            |
| 9 2 7        | war            | was            |
| 5 6 3 6      | können         | kommen         |
| 5 2 4 3      | Lage           | Jagd           |
| 5 4 3 6      | liefen         | kiffen         |
| 5 4 3 7      | Lieder         | Kiefer         |

Von einigen Anwendern wird der Umgang mit dem T9-System als zu mühsam empfunden, weil es z. B. häufigeres Blättern zwischen den Optionen oder das Hinzufügen von nicht vorhandenen Begriffen in das Wörterbuch erfordert. Speziell geübte Anwender können trotz der höheren Anzahl der Tastendrücke Texte mitunter schneller ohne T9 eingeben.

## Kurioses
Die deutsche Sprachversion wurde „entnazifiziert“. In ihrer ursprünglichen Version wurden Wörter wie Volk und Nazi als erste Alternativen angezeigt, da sie bei der Internetrecherche des Unternehmens eine höhere Verwendungsrate hatten als die Wörter voll und Maxi. Inzwischen wurde die Sortierreihenfolge jedoch umgestellt, und einige Wörter, wie z. B. Judenfrage, wurden aus dem T9-Wörterbuch gestrichen.
T9 kann vom Bediener eigentlich gewollte Wörter zu nicht gewollten umkorrigieren, sodass sich der Gesamtkontext des Dialoges verändert und kuriose neue Bedeutungen entstehen. Ähnliche Effekte lassen sich auf Smartphones mit digitalen Tastaturen beobachten, wo es auch zu nicht gewollten Autovervollständigungen kommt.